# Dasybasis scutulata
Dasybasis scutulata är en tvåvingeart som först beskrevs av Krober 1930.  Dasybasis scutulata ingår i släktet Dasybasis och familjen bromsar. Inga underarter finns listade i Catalogue of Life.